# Glačalo
Glačalo je električni uređaj ili jednostavna naprava s glatkim zagrijanim potplatom kojom se uklanjaju nabori na tkaninama, najčešće odjeći. Glačanjem se prirodna ili umjetna polimerna vlakna od kojih su građene tkanine uz pomoć topline i vlage rastežu i usmjeravaju, zadržavajući oblik kada se ohlade. Temperature glačanja kreću se od približno 100 °C do 220 °C; one se prilagođavaju pojedinoj tkanini tako da pomognu popuštanju veza među polimernim lancima, a da ih pritom trajno ne izmijene ili potpuno unište. 
Glačanje može pomoći u uklanjanju infekata s odjeće, raznih mikroorganizama te napasnika poput uši.
Prije otkrića i široke primjene električne energije glačala su zagrijavana nakupljanjem topline na pećima ili su se iznutra zagrijavala žarom i gorivima. Prvo električno glačalo patentirao je Amerikanac H. W. Seeley 1882. godine.

## Povijest
Metalne plitice napunjene žarom koristile su se za glačanje tkanina u Kini još u prvom stoljeću pr. n. e. ili ranije. U ranom šesnaestom stoljeću počinju se upotrebljavati trokutaste debele ploče od lijevanog željeza s drškom koje su se zagrijavale u vatri ili na peći; neka su glačala imala ugrijane metalne umetke. Godine 1871. Amerikanka Mary Florence Potts predlaže glačala u više oblika i veličina s jednom izmjenjivom drškom; dok se jednim glačalo, drugi su se teški potplati zagrijavali. Kasnije dolaze glačala koja su se mogla puniti žarom. Krajem devetnaestog i početkom dvadesetog stoljeća glačala su se zagrijavala izgaranjem petroleja, etanola, acetilena (dobivenog od karbida) ili benzina. Kuće koje su bile opskrbljene prirodnim plinom za rasvjetu mogle su ga koristiti i za uređaje poput glačala.
Nakon elektrifikacije sve je ove izvedbe zamijenilo električno glačalo s otpornim grijačem. U modernim glačalima ploča potplata je od aluminija ili nehrđajućeg čelika, polirana kako bi bila što glađa, a ponekad i presvučena plastikom otpornom na visoke temperature kako bi se dodatno smanjilo trenje. Grijaćim elementom upravlja termostat koji uključuje i isključuje struju kako bi se održala odabrana temperatura. 
Prvo električno glačalo patentirao je Amerikanac Henry W. Seeley 1882. godine. Ono je težilo gotovo sedam kilograma i dugo se zagrijavalo. Rana električna glačala nisu imala kontrolu temperature, a prvo se termostatom kontrolirano električno glačalo pojavilo tek 1920-ih. Za izum parnog glačala zaslužan je Thomas Sears. Prvo komercijalno električno glačalo s parom uvela je 1926. godine njujorška tvrtka Eldec, ali nije postigla komercijalni uspjeh. Patent za električno parno glačalo i ovlaživač dan je Maxu Skolniku iz Chicaga 1934. godine. Skolnik je 1938. godine tvrtki Steam-O-Matic iz New Yorka dodijelio ekskluzivno pravo na proizvodnju parnih električnih glačala. Ovo je bilo prvo komercijalno uspješno parno glačalo nakon kojeg je slijedio brz razvoj sve boljih i lakših električnih glačala 1940-ih i 1950-ih.

## Značajke
Moderna glačala za kućnu upotrebu odlikuju:
- Ergonomski dizajn koji među ostalim omogućuje i da se glačalo odloži, a da vruća ploča ne dodiruje ništa što bi moglo biti oštećeno.
- Termostat koji održava stalnu radnu temperaturu glačala, po izboru za određeni tip tkanine (svilu, vunu, pamuk, lan i sl.).
- Električni kabel s izolacijom od silikonske gume otporne na visoku temperaturu.
- Ubrizgavač pare koja se stvara od demineralizirane vode dolivene u poseban spremnik u glačalu ili se dovodi iz odvojene parne stanice.
- Kabel koji se uvlači za jednostavno skladištenje te poseban držač kabela kako on ne bi ometao glačanje.
- Neljepljivi premaz na potplatu za smanjivanje trenja.
- Kontrolu protiv izgaranja tkanine, ako se glačalo predugo ostavi na podlozi za glačanje.
- Kontrolu uštede energije koja ga isključuje ako glačalo dulje vrijeme ostane u miru.
- Samočišćenje potplata.
- Uređaj protiv kamenca.
- Ispuštanje pare ili vode ispred glačala za uklanjanje tvrdokornih nabora.

## Vanjske poveznice
- Charcoal and other antique irons u White River Valley Museum
- Antique Irons u Virtual Museum of Textile Arts
- Die Geschichte des Bügelns